# Campomanesia velutina
Campomanesia velutina là một loài thực vật có hoa trong Họ Đào kim nương. Loài này được (Cambess.) O.Berg mô tả khoa học đầu tiên năm 1857.